# Adam Jaworski-Sas-Choroszkiewicz

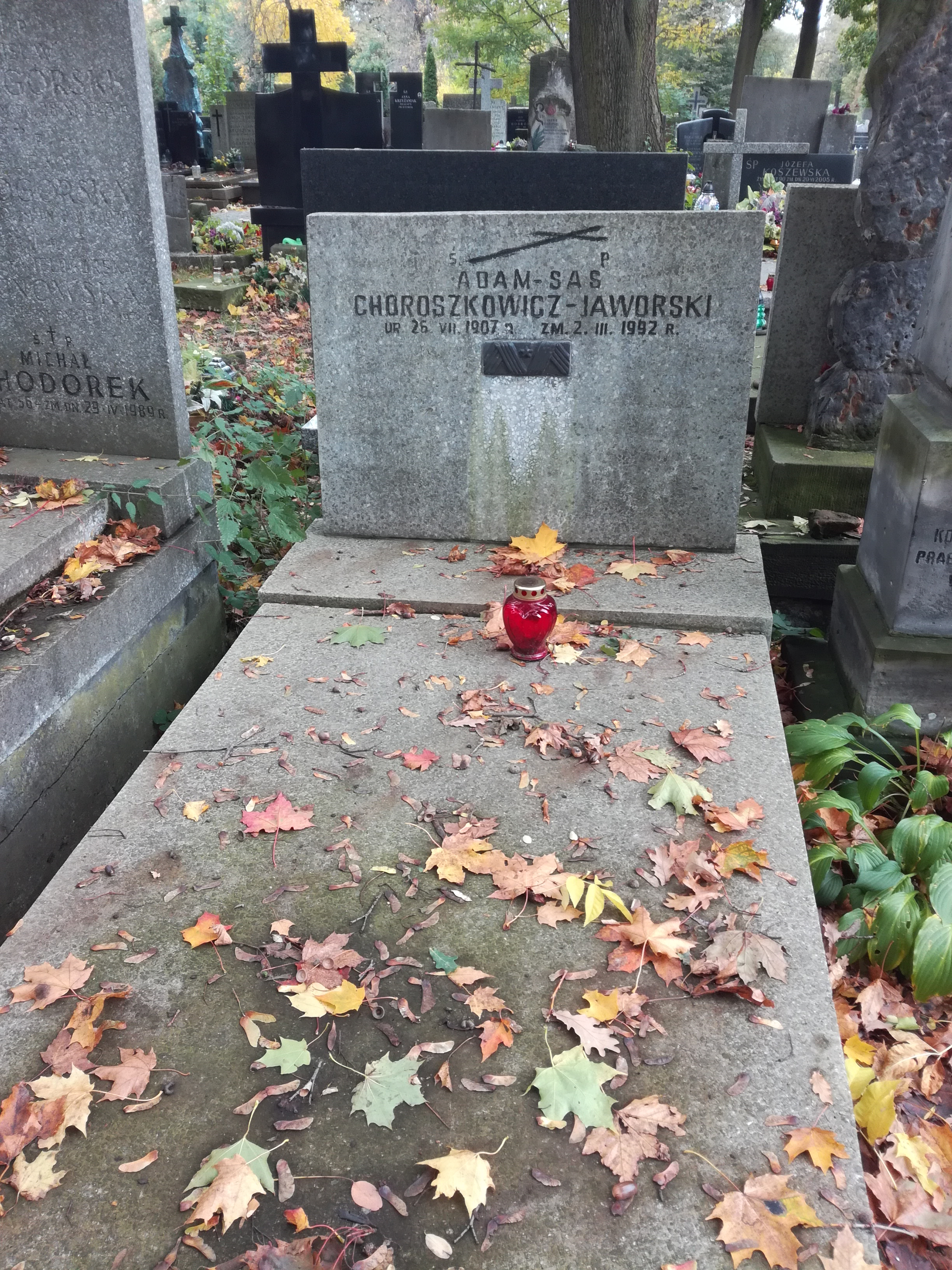
Grób Adama Jaworskiego-Sas-Choroszkiewicza na cmentarzu Bródnowskim

Adam Karol Ludwik Jaworski-Sas-Choroszkiewicz (ur. 26 lipca 1907, zm. 2 marca 1992 w Warszawie) – generał brygady Wojska Polskiego.

## Życiorys
W latach 1914–1918 ukończył 4 klasy szkoły powszechnej w Zakopanem, a następnie 4 klasy gimnazjum ogólnokształcącego w tym mieście. W latach 1922–1926 kształcił się w Korpusie Kadetów Nr 2 w Modlinie, gdzie uzyskał świadectwo maturalne. Następnie został podchorążym Oficerskiej Szkoły Artylerii w Toruniu. 15 sierpnia 1928 został mianowany przez Prezydenta RP podporucznikiem w korpusie oficerów artylerii i przydzielony do 6 pułku artylerii ciężkiej we Lwowie. W pułku był młodszym oficerem baterii, a od września 1930 dowodził baterią. W latach 1928–1930 ukończył Kurs Handlowy dla abiturientów przy Wyższej Szkole Gospodarczo-Handlowej we Lwowie. W grudniu 1933 został adiutantem pułku, w grudniu 1935 został dowódcą baterii, a następnie dowódcą dywizjonu artylerii. W październiku 1937 został przyjęty na studia w Wyższej Szkole Wojennej w Warszawie. Studiował pod kierunkiem między innymi płk. dypl. Mariana Porwita. Studia ukończył z tytułem oficera dyplomowanego. 
W sierpniu 1939 wyznaczony został na stanowisko oficera operacyjnego sztabu 30 Poleskiej Dywizji Piechoty, która już w marcu 1939 została zmobilizowana i przetransportowana na teren operacyjny Armii „Łódź” do osłony zachodniej granicy kraju. Na tym stanowisku walczył w kampanii wrześniowej 1939, od 1 września 1939 pod Działoszynem, 5 września pod Szczercowem, 9 września pod Przyłękiem, a 12 września pod Żyrardowem. 15 września objął obowiązki szefa sztabu 30 Dywizji Piechoty, po poległym trzy dni wcześniej ppłk. dypl. Władysławie Surackim. Do 29 września walczył w obronie Modlina. Po kapitulacji twierdzy przebywał w niewoli niemieckiej. Był jeńcem stalagu Hoyerswerda koło Drezna (do stycznia 1940), Oflagu XI B Braunschweig (do października 1940) i Oflagu II C Woldenberg (do lutego 1945). W obozie jenieckim był wykładowcą i instruktorem tajnego wyszkolenia.
W marcu 1945 powrócił do kraju i został zatrudniony w Wydziale Wojskowym Urzędu Wojewódzkiego w Krakowie, a w czerwcu tegoż roku został przyjęty do Wojska Polskiego i zweryfikowany w stopniu majora. Początkowo otrzymał przydział do 10 Brygady Artylerii Ciężkiej na stanowisko pomocnika szefa sztabu, a od września 1945 pełnił służbę na stanowisku pomocnika szefa wydziału operacyjnego w Dowództwie Artylerii 2 Armii WP. Po rozformowaniu 2 Armii był od października 1945 starszym pomocnikiem szefa sztabu w Dowództwie Artylerii Okręgu Wojskowego nr III w Poznaniu, od marca 1946 pomocnikiem szefa sztabu, a od kwietnia 1947 szefem sztabu Inspektoratu Artylerii Okręgu Wojskowego nr III. W 1946 wstąpił do Polskiej Partii Robotniczej. Od czerwca 1948 był szefem wydziału studiów, a od marca 1949 szefem wydziału wyszkolenia jednostek – zastępcą szefa sztabu w Dowództwie Artylerii Wojska Polskiego.
W grudniu 1951 został aresztowany, a 28 kwietnia 1952, po brutalnym śledztwie przeprowadzonym w Głównym Zarządzie Informacji, skazany został wyrokiem Najwyższego Sądu Wojskowego, w sprawie tzw. nowego kierownictwa konspiracji wojskowej, na karę śmierci. 20 maja 1952 Zgromadzenie Sędziów NSW odrzuciło jego prośbę rewizyjną. 19 listopada tr. prezydent RP Bolesław Bierut nie skorzystał z prawa łaski, lecz 10 grudnia na wniosek płk. Antoniego Skulbaszewskiego, zarządził wstrzymanie wykonania wyroku, by móc wykorzystać jego wymuszone zeznania w innych procesach. 25 stycznia 1954 przewodniczący Rady Państwa, Aleksander Zawadzki na wniosek gen. bryg. Stanisława Zarakowskiego, zastosował wobec niego prawo łaski. Ta decyzja uchroniła mu życie, lecz nie mogła zapobiec katastrofalnemu pogorszeniu stanu zdrowia, niewydolności naczyń wieńcowych serca i reumatoidalnemu zapaleniu stawów. 6 kwietnia 1956 Naczelna Prokuratura Wojskowa umorzyła prowadzone wobec niego postępowanie z braków dowodów winy. Jako świadek oskarżenia wystąpił w procesach generałów Józefa Kuropieski i Eugeniusza Luśniaka. Po rehabilitacji okres pozostawania w areszcie zaliczono mu do przebiegu służby wojskowej.
W kwietniu 1956 został przeniesiony do rezerwy. Pracował jako kierownik administracyjny przedsiębiorstwa „Delikatesy” – Dom Handlowy MDM – Warszawa, a od sierpnia 1956 jako kierownik sekcji postępu w stołecznym Stowarzyszeniu Naukowo-Technicznym. W marcu 1957 został przywrócony do służby w Wojsku Polskim, ukończył Wyższy Kurs Akademicki na Fakultecie Artylerii Akademii Sztabu Generalnego WP. Od grudnia 1957 zajmował stanowisko zastępcy szefa Artylerii Warszawskiego Okręgu Wojskowego, a od sierpnia 1959 pełnił obowiązki szefa Artylerii tego okręgu wojskowego. 22 sierpnia 1961, w stopniu pułkownika, przeniesiony został w stan spoczynku ze względu na stan zdrowia.
3 października 1989 został nominowany, a 9 października 1989 w Belwederze prezydent PRL gen. Wojciech Jaruzelski wręczył mu akt mianowania na stopień generała brygady w stanie spoczynku.
Został pochowany 9 marca 1992 na cmentarzu Bródnowskim, (kw. 6D-4-27).
Awanse
- porucznik – 15 sierpnia 1928 ze starszeństwem z dniem 15 sierpnia 1928 i 52. lokatą w korpusie oficerów artylerii[10]
- porucznik – 17 grudnia 1931 ze starszeństwem z dniem 1 stycznia 1932 i 2. lokatą w korpusie oficerów artylerii[11]
- kapitan – 19 marca 1938 ze starszeństwem z dniem 19 marca 1938 i 88. lokatą w korpusie oficerów artylerii[12][13]
- major – 1945
- podpułkownik – 17 lipca 1946
- pułkownik – 6 lipca 1950
- generał brygady – 3 października 1989

## Życie prywatne
Syn Henryka, oficera WP i Jadwigi z Waśkowskich. Mieszkał w Warszawie. Żonaty z Wandą z Lipnickich (1912–2006). Po wojnie używał nazwiska Adam Jaworski.

## Ordery i odznaczenia
- Krzyż Kawalerski Orderu Odrodzenia Polski (1961)
- Krzyż Walecznych (dwukrotnie, 1939 i 1958)
- Medal za Warszawę 1939–1945 (1946)
- Srebrny Krzyż Zasługi (1947)
- Srebrny Medal „Siły Zbrojne w Służbie Ojczyzny” (1958)